# Frequencerz
 (décembre 2017).
Frequencerz est un duo néerlandais du genre  hardstyle, composé de Pepijn Hol et Niels Koster, avec un style qui leur est propre. En 2009, ils signent avec le label Fusion Record . Depuis, ils se produisent sur de nombreux  grands festivals, y compris l'été comme Defqon.1, Decibel Outdoor et The Qontinent. Depuis 2015 ils se produisent aussi  avec B-Front et MC Nolz sous le nom de B-Freqz , groupe néerlandais orienté vers le Raw Hardstyle (label Roughstate)

## Discographie
| Titre                                      | Compositeur                            | Label                                  | Année |
| ------------------------------------------ | -------------------------------------- | -------------------------------------- | ----- |
| Tomorrow & Beyond / Wishes                 | Frequencerz                            | DJ's United Orange Records             | 2009  |
| Rawk / Convictive                          | B-Ware & Frequencerz                   | DJ's United Orange Records             | 2009  |
| Phaser / Driver                            | Frequencerz                            | Fusion Records                         | 2010  |
| X-Pand                                     | Frequencerz                            | Fusion Records                         | 2011  |
| Fly With Me                                | Frequencerz                            | Fusion Records                         | 2011  |
| Rich MF                                    | Frequencerz                            | Fusion Records                         | 2011  |
| Revolution                                 | Frequencerz                            | Fusion Records                         | 2011  |
| Fight For Survival                         | Frequencerz & In-Phase                 | Fusion Records                         | 2012  |
| Bitch                                      | Frequencerz                            | Fusion Records                         | 2012  |
| No Escape (Alcatrazz Anthem 2012)          | Frequencerz                            | Fusion Records                         | 2012  |
| Attention                                  | Frequencerz                            | Fusion Records                         | 2012  |
| Evolved (Frequencerz Remix)                | E-Force & Luna                         | A2 Records                             | 2012  |
| Incoming                                   | DJ Thera & Frequencerz                 | Theracords                             | 2013  |
| Bring Back The Funk                        | Bass Modulators & Frequencerz          | Scantraxx                              | 2013  |
| Burning                                    | Frequencerz                            | Fusion Records                         | 2013  |
| Our Freedom (Beat The Bridge Anthem 2013)  | Frequencerz                            | Fusion Records                         | 2013  |
| S.T.F.U. / G.T.F.O.                        | Jack Of Sound & Frequencerz            | Fusion Records                         | 2013  |
| Quakers                                    | Zany & Frequencerz                     | Fusion Records                         | 2013  |
| Delusion                                   | B-Front & Frequencerz                  | Fusion Records                         | 2013  |
| We Don’t Give A F_ck                       | Digital Punk & Frequencerz Ft. MC Nolz | A2 Records                             | 2013  |
| Caught In The Fire / Inexcusable           | Endymion & Frequencerz                 | Neophyte Records                       | 2013  |
| Rockstar                                   | Frequencerz                            | Fusion Records                         | 2013  |
| Insanity                                   | Radical Redemption & Frequencerz       | Minus is More (The Spell of Sin Album) | 2013  |
| Raw & Uncut (Official Qapital 2014 Anthem) | Frequencerz                            | Q-dance Records                        | 2014  |
| One of a Kind                              | B-Front & Frequencerz Ft. MC Nolz      | Fusion Records                         | 2014  |
| Men of Steel                               | E-Force & Frequencerz                  | A2 Records                             | 2014  |
| Fatality                                   | Frequencerz & B-Front                  | Fusion Records                         | 2014  |
| Getting Off                                | Frequencerz & Titan                    | Fusion Records                         | 2015  |
| A Muse                                     | Frequencerz                            | Roughstate                             | 2016  |
| Wolfpack                                   | Frequencerz & Tartaros ft. MC Jeff     | Roughstate                             | 2016  |
| Full Control                               | Frequencerz & Da Tweekaz               | Roughstate                             | 2016  |
| 12FU                                       | Frequencerz                            | Roughstate                             | 2016  |
| Embrace                                    | Frequencerz & Zany                     | Roughstate                             | 2016  |
| Shotgun                                    | Frequencerz ft. MC Jeff                | Roughstate                             | 2016  |
| Snap Your Neck                             | Frequencerz & Hard Driver              | Roughstate                             | 2016  |
| Shut Up                                    | Frequencerz & Ran-D                    | Roughstate                             | 2016  |
| Open Your Mind                             | Frequencerz                            | Roughstate                             | 2016  |
| Gods                                       | Frequencerz & E-Force                  | Roughstate                             | 2016  |
| Nuclear                                    | Frequencerz                            | Roughstate                             | 2016  |